# Mardale Beck
Der Mardale Beck ist ein Wasserlauf im Lake District, Cumbria, England.
Der Mardale Beck entsteht aus dem Zusammenfluss des Small Water und des Blea Water Beck an der Ostseite des Haweswater Reservoir, in das er nach seinem Lauf in östlicher Richtung  mündet.